# Stołczynka
Stołczynka – struga w północno-zachodniej Polsce, płynąca w granicach miasta Szczecina, jeden z dwóch cieków z których połączenia powstaje struga Skolwinka. Posiada długość ok. 1,5 km. 
Stołczynka wypływa ze źródeł zlokalizowanych na północ od dawnej farbyki domów w północnej części osiedla Bukowo, na wschód od Szosy Polskiej. Płynie w kierunku północno-wschodnim, koryto jest równoległe do ulicy Nad Stołczynką. Łączy swoje wody z nurtem Połańca dając początek strumieniowi Skolwinka, w północno-zachodniej dzielnicy Szczecina - Stołczynie.
Dolina strumienia tworzy użytek ekologiczny "Dolina strumieni Skolwinki, Stołczynki i Żółwinki" o powierzchni 57,60 ha.